# Epping (New Hampshire)
Epping – miasteczko (town) w hrabstwie Rockingham, w stanie New Hampshire, w USA. Według danych z 2010 roku Epping zamieszkiwało niespełna 6,5 tys. osób.

## Demografia

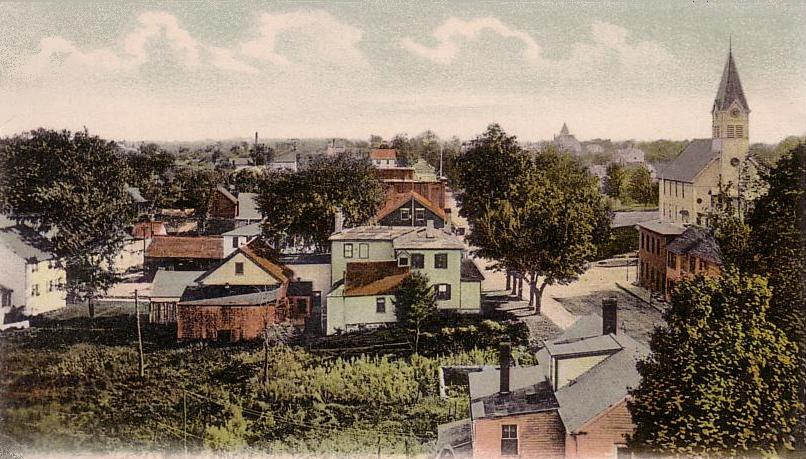
Epping z lotu ptaka (1906)
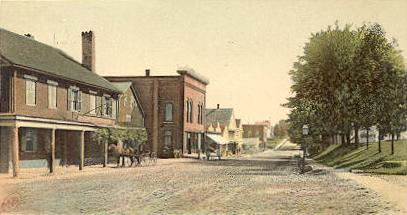
Główna ulica w Epping (1905)